# Skomer
Skomer (walisisch Ynys Sgomer) ist eine von mehreren kleinen Inseln, die entlang der Küste von Pembrokeshire in Wales liegen. Die 3 km² große Insel Skomer liegt im Südwesten der Grafschaft und östlich der Vogelinsel Grassholm. Sie besteht aus ordovizischem Gestein.
Der Name, 1324 als Skalmey belegt, ist skandinavischen Ursprungs und bedeutet gespaltene Insel (von skálm + ey). Die Insel wurde Ende der 1950er Jahre durch die Nature Conservancy als Vogelschutzgebiet angekauft.

## Fauna und Flora
Skomer ist bekannt für ihre große Vogelpopulation. Hier brüten und leben hauptsächlich Atlantiksturmtaucher, Lummen, Kormorane, Möwen, Papageitaucher, Wellenläufer und einige Greifvogelarten. Eine nur auf dieser Insel vorkommende Erkrankung bei Atlantiksturmtauchern, die jedes Jahr im August und September wieder auftritt, führte zur Entdeckung des Puffinosis-Coronavirus. Außerdem ist die Insel eine Heimat für viele Kegelrobben und einer Vielzahl von Wildblumen.
Im Jahr 2000 wurden die Ratten der Insel getötet, da sie die Vogelpopulation, besonders die Papageitaucher, schädigten.

## Geschichte
Der Skomer- oder Haroldstein und vier alte Siedlungen mit zahlreichen Resten ehemaliger Rundhütten liegen auf der Insel. Der Stein liegt in der Nähe von Hüttengrundrissen, Feldsystemen und Grabhügeln. Auf der Halbinsel The Neck liegt das Promontory Fort South Castle. Die Insel ist auch bekannt für ihre prähistorischen Steinkreise.

## Tourismus
Ausflugsboote fahren täglich nach Skomer. Die Anzahl der Besucher pro Tag ist jedoch begrenzt.